# Index : Incident in a Museum
Index : Incident in a Museum (en español: 'Índice' : Incidente en el museo) es una serie extensivo de pinturas realizadas entre 1985 y 1988 por Michel Baldwin y Mel Ramsden, miembros del colectivo de artistas conceptuales británicos Art & Language.

## La serie de losIndex: Incident in a Museum
La serie Index : Incident in a Museum incluye muchas producciones. Varios de estas obras son pinturas que representan una exposición imaginaria de Art & Language en los locales del Whitney Museum a Nueva York. Este museo colecciona únicamente obras realizadas por artistas estadounidenses, así la exposición no representa una escena verdadera. Además las obras de Art & Language representadas en estos cuadros no existen como están figuradas en las pinturas.
A través de esta serie, Art & Language plantea, entre otros, los temas de los lugares de producción y de consumo artístico, y las modalidades de representación y de abstracción. Este trabajo aparece como una investigación artística que en fin de serie parece tender al vacío.
Esta serie de obras se termina con obras que se llaman An Incident in a Museum : Study for Hostage porque la serie producida luego que se llama Hostage.
| Título                                                     | Técnico | Dimensiones (cm) | Año         | #  | Illus. |
| ---------------------------------------------------------- | --- | ---------------- | ----------- | -- | ------ |
| Index : Incident in a Museum II                            | Pintura al óleo y acrílico sobre tela | 174 x 271        | 1985 - 1986 | 1  |        |
| Index : Incident in a Museum III,                          | Pintura al óleo, collage y alogram (alogram : técnica propia al colectivo Art & Language que consiste en la realisazion de impresiones sobre una tela con ayuda de una fotocopia embebida de trementina y de acetona) sobre tela montado sobre contrachapado | 174 x 271        | 1985        | 2  |        |
| Index : Incident in a Museum IV                            | Pintura al óleo y alogram sobre tela | 174 x 271        | 1985        | 3  |        |
| Index : Incident in a Museum V                             | Pintura al óleo y alograme sobre tela | 174 x 271        | 1985        | 4  |        |
| Index : Incident in a Museum VI,,                          | Pintura al óleo sobre tela con dos pinturas óleo sobre tela insertadas y pegadas a bordo encima | 174 x 271        | 1986        | 5  |        |
| Index : Incident in a Museum VII,                          | Pintura al óleo y alogram sobre tela | 174 x 271        | 1986        | 6  |        |
| Index : Incident in a Museum VIII,                         | Pintura al óleo y alogram sobre tela montado sobre contrachapado | 174 x 271        | 1986        | 7  |        |
| Index : Incident in a Museum IX                            | Pintura al óleo y alogram sobre tela | 174 x 271        | 1986        | 8  |        |
| Index : Incident in a Museum X                             | Pintura al óleo y alogram sobre tela | 174 x 271        | 1986        | 9  |        |
| Index : Incident in a Museum XI                            | Pintura al óleo y alogram sobre tela | 174 x 271        | 1986        | 10 |        |
| Index : Incident in a Museum XII,                          | Pintura al óleo y alogram sobre tela | 243 x 379        | 1986        | 11 |        |
| Index : Incident in a Museum XIII                          | Pintura al óleo y alogram sobre tela montado sobre contrachapado | 174 x 271        | 1986        | 12 |        |
| Index : Incident in a Museum (Madison Avenue) XIV          | Pintura al óleo sobre contrachapado superpuesta a pintura óleo sobre tela montado sobre contrachapado | 174 x 271        | 1986        | 13 |        |
| Index : Incident in a Museum XV                            | Pintura al óleo y alogram sobre tela | 243 x 379        | 1986        | 14 |        |
| Índice : Incidente in ha Museum XVI ,                      | Pintura al óleo y alogram sobre tela montado sobre contrachapado | 243 x 379        | 1986        | 15 |        |
| Index : Incident in a Museum XVII                          | Pintura al óleo y alogram sobre tela | 271 x 379        | 1987        | 16 |        |
| Index : Incident in a Museum XVIII                         | Pintura al óleo sobre tela | 174 x 271        | 1987        | 17 |        |
| Index : Incident in a Museum XIX                           | Alogram sobre conttrachapado montado sobre pintura al óleo sobre tela | 174 x 271        | 1987        | 18 |        |
| Index : Incident in a Museum XX                            | Pintura al óleo y alogram sobre tela | 174 x 271        | 1987        | 19 |        |
| Index : Incident in a Museum XXI                           | Pintura al óleo y fotografía sobre tela montado sobre contrachapado | 234 x 379        | 1987        | 20 |        |
| Index : Incident in a Museum XXII (The decade, 2003 -2013) | Alogram sobre contrachapado montado sobre pintura al óleo sobre tela |                  | 1986        | 21 |        |
| Index : Incident in a Museum XXV                           | Alogram y pintura al óleo sobre tela montado sobre contrachapado, biblioteca y libros | 174 x 271        | 1987        | 22 |        |